# ČSD-Baureihe M 133.0
Als Baureihe M 133.0  bezeichneten die einstigen Tschechoslowakischen Staatsbahnen ČSD zweiachsige Triebwagen für den Verkehr auf Nebenstrecken.

## Geschichte
Diese Serie ist als eine Weiterentwicklung der erfolgreichen ČSD-Baureihe M 130.1 1941 entstanden und wurde nur in sechs Exemplaren gefertigt. Die Fahrzeuge wurden ebenso wie die Baureihe M 130.1 mit mechanischem Getriebe gefertigt. Äußerlich sind sie ähnlich der später erschienenen M 131.1 auf. Unterschiede sind das in der Stirnseite fehlende linke Fenster sowie der Dachkühler.

## Technische Merkmale
Angetrieben wurde das Fahrzeug von einem Sechszylinder-Benzinmotor von Škoda, der gegenüber dem M 130.1 in der Leistung auf 130 PS gesteigert werden konnte. Die Leistungsübertragung war mit demselben mechanischen Getriebe der 2. und 3. Serie der Vorgängerbauart ausgeführt. Die Übertragungsräder waren ständig in Eingriff und wurden bei Kraftübertragung durch das Schieben mit Hilfe zahnförmiger Verbindungen realisiert.
Der Wagenkasten mit dem Abteil für die Reisenden war für 60 Sitzplätze ausgelegt und hatte an beiden Stirnseiten einen Führerstand. Die Heizung des Abteils erfolgte mit den Auspuffgasen des Motors. Auf dem Dach befanden sich die Kühler. Die  Triebwagen war mit einer Hand- und einer indirekt wirkenden Druckluftbremse System Knorr ausgerüstet.

## Einsatz
Die Fahrzeuge waren auf verschiedenen Lokalbahnen der ČSD eingesetzt. Durch ihre Motorleistung waren sie für Dienst auf steigungsreichen Strecken wie von Karlovy Vary nach Potůčky eingesetzt.
Nach dem Zweiten Weltkrieg wurden M 133.001 und M 133.003 ausgemustert und die verbliebenen vier Fahrzeuge in Kralupy nad Vltavou stationiert. Ersetzt wurden sie dort von den Triebwagen der Reihe M 131.1. 1956 wurde das letzte Fahrzeug ausgemustert. Zwei Fahrzeuge wurden verkauft. Ein Fahrzeug ist in Pilsen hinterstellt und 2011 fotografiert worden (siehe Weblinks). Nach Auskunft von Pilsener Eisenbahnern ist es im Depot des Pilsener Hauptbahnhof hinterstellt.